# استافورد ال. وارن
استافورد ال. وارن (انگلیسی: Stafford L. Warren; ۱۹ ژوئیهٔ ۱۸۹۶ – ۲۶ ژوئیهٔ ۱۹۸۱) پزشک نظامی و رادیولوژیست اهل ایالات متحده آمریکا بود. وی از پیشتازان فناوری عکس برداری به وسیله پرتوهای رادیو اکتیو و مبدع روش ماموگرافی بود. وارن از مدیران پروژه منهتن بود که منجر به ساخت نخستین بمب اتمی به وسیله ایالات متحده آمریکا شد.
وی همچنین برندهٔ جوایزی همچون لژیون افتخار شده‌است.